# Klamath Falls
Klamath Falls es una ciudad situada en el condado de Klamath, Oregón, Estados Unidos. Tiene una población estimada, a mediados de 2023, de 21 888 habitantes.
Es la sede del condado.

## Geografía
La localidad está ubicada en las coordenadas 42°13′08″N 121°46′43″O / 42.21889, -121.77861 (42.218845, -121.778718).

## Demografía
Según la estimación 2018-2022 de la Oficina del Censo, los ingresos medios de los hogares de la localidad son de $46,695 y los ingresos medios de las familias son de $60,558. Los ingresos medios en los últimos doce meses, medidos en dólares de 2022, son de $29,201. Alrededor del 22.1% de la población está por debajo de la línea de pobreza.